# Oasis Wildlife Fuerteventura

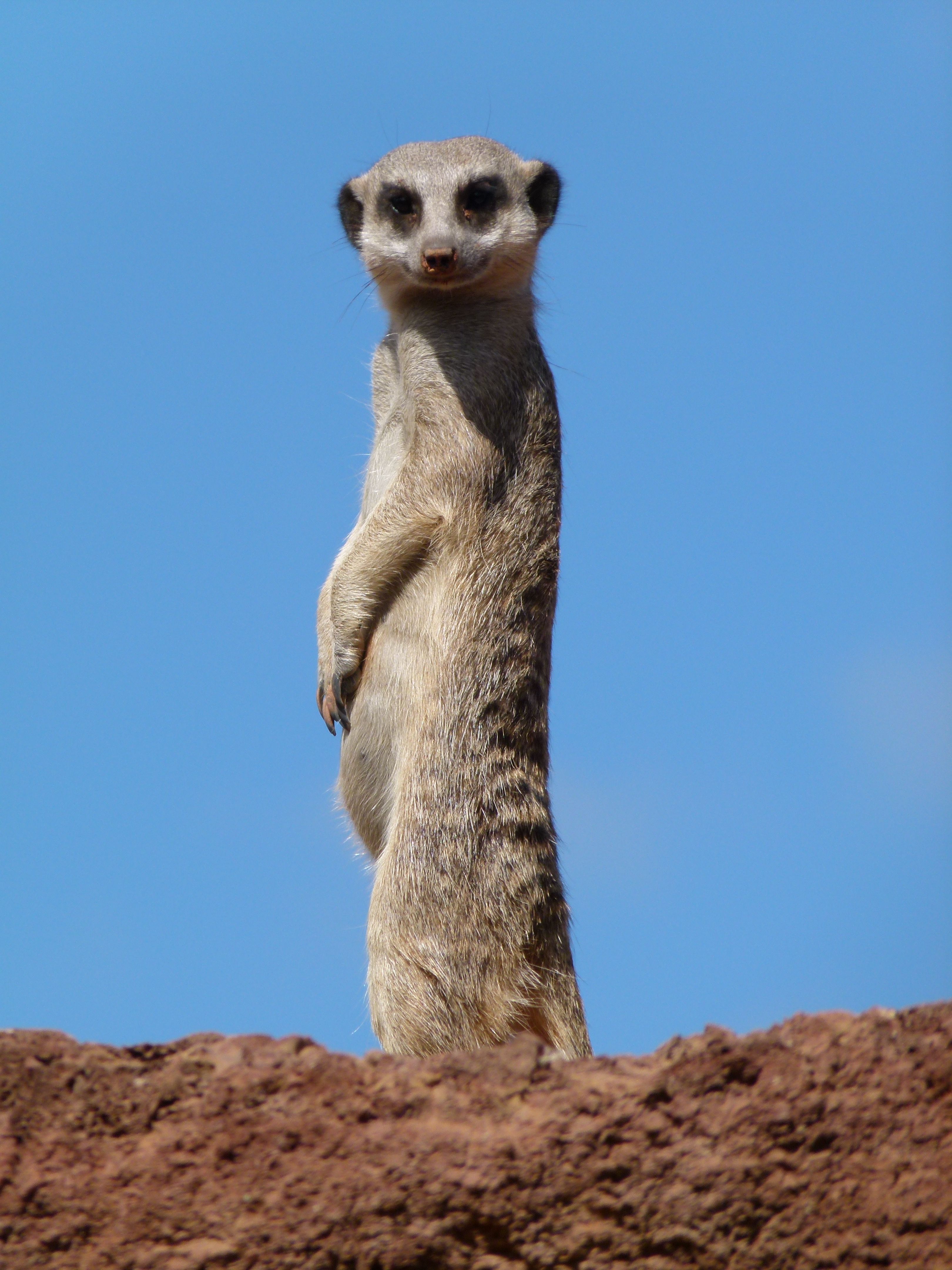
Ejemplar de Suricata suricatta en el Oasis Park.

El Oasis Wildlife Fuerteventura es un zoológico y centro de  rescate y conservación de flora y fauna de La Lajita, en el municipio de Pájara de la isla de Fuerteventura, Canarias, España. Supera los 780 000 m2 de extensión.

## Historia
Este refugio de vida, fue inaugurado en el año 1985 por tres emprendedores naturales de Fuerteventura, como un pequeño centro de producción de plantas y una granja de camellos. Se extiende sobre más de  780 000 m2  en la costa sudoriental de la isla lo que lo convierte en el mayor centro de conservación de las Canarias y uno de los más grandes de Europa, sus bases siempre fue la cría en cautividad y de dromedario para la futura comercialización de la leche de camella, siendo actualmente la granja de camellos más grande de toda Europa.

### Actividad
La actividad de Oasis Wildlife Fuerteventura se centra en la conservación de la fauna salvaje, la educación pública, la investigación, el bienestar de los animales y el entretenimiento, todo ello encarado a la conservación de la biodiversidad.

## Instalaciones
Todas las instalaciones se encuentran rodeadas de un gran jardín tropical formado por más de 6800 especies de todo los continentes, que forman un microclima que suaviza las altas temperaturas de la isla, además de recrear el hábitat natural de las especies animales que habitan en el Zoo, las más destacas son las siguientes:
- Sabana Africana
- Instalación de nutrias
- Reserva de dromedarios
- Leones marinos
- Lago de flamencos
- Jirafas
- Elefantes africanos
- Guepardos
- Aves rapaces
- Túnel de Madagascar para lémures
- Reptilario
- Papagayos

### Exhibiciones educativas
- Leones marinos
- Aves rapaces
- Papagayos
- Reptiles
- Interacción con lémures
- Interacción con leones marinos
- Interacción con camellos (dando biberón a las crias)

### Jardín de cactus y flora autóctona
Los jardines botánicos se encuentran en el pulmón del parque en una superficie de 160 000 m2, los jardines están separados por continentes, en él se destacan:
- Más de 3000 especies distintas de cactus.
- Gran colección de palmeras de más de 3500 ejemplares de todo el mundo.
- Orquidiario en invernadero.
- El jardín de cactus.
- El jardín de flora autóctona.
- El jardín de dragos.

## Objetivos de Oasis Wildlife Fuerteventura
- Conservación: La filosofía que prevale en el parque es el bienestar animal, por ello se habilitan extensos espacios para albergar grandes grupos de animales que viven en semilibertad. Cabe destacar la instalación en la que vive el grupo reproductor de Elefantes Africanos (3 ejemplares).

Así mismo trabajan junto a otras instituciones por la conservación y sostenibilidad de las especies en peligro de extinción. El parque participa en 5 EEPs.
- Educación: Su departamento de educación trámite, difunde y conciencia tanto a los niños como a los adultos la necesidad de preservar el medio ambiente y la naturaleza, a este fin el parque ofrece diversos programas y talleres con contenidos altamente pedagógicos.
- Investigación: realiza colaboraciones con Universidades tanto españolas como extranjeras en un número importante de trabajos de investigación, así como con su propio equipo de investigadores que trabajan en números programas de reproducción.

### Asociación Europea de Zoos y Acuarios
Oasis Wildlife Fuerteventura es miembro de la asociación AIZA “asociación ibérica de zoos y acuarios” y EAZA “asociación europea de zoos y acuarios.”
Dentro de los programas de reproducción, los más destacados son:
- Reproducción de la gacela de Cuvier (Gazella cuvieri).
- Reproducción del Oryx Cimitarra (Oryx dammah).
- Reproducción de la tortuga de espolones africana (Geochelone sulcata).
- Reproducción ex situ elefante africano (Loxodonta africana).